# Leonard Bundu
Leonard Bundu (ur. 21 listopada 1974 w Sierra Leone) – włoski bokser, były mistrz Europy w wadze półśredniej.

## Kariera amatorska
Podczas kariery amatorskiej dwukrotnie zdobywał złoty medal, podczas mistrzostw kraju w kategorii półśredniej oraz junior średniej.
Największym sukcesem amatorskim Bundu był brązowy medal na mistrzostwach świata w Houston. Startował również na Igrzyskach w Sydney, gdzie odpadł w 2 walce, w pierwszej pokonując na punkty Daniela Geala.

## Początki kariery zawodowej
Jako zawodowiec zadebiutował 1 kwietnia 2005 roku, pokonując przez nokaut w 1 rundzie Petera Gaspara.
2 marca 2007 roku zdobył pas IBF Mediterranean w wadze półśredniej. Pokonał przez TKO w 11 rundzie, rywala z Francji – Karima Netchaoui.
15 czerwca 2007 roku w walce o mistrzostwo Włoch zmierzył się z niepokonanym rodakiem Luciano Abisem. Już w 1 rundzie Bundu posłał na deski rywala prawym podbródkowym. W 3 rundzie nastąpiło zderzenie głowami, które uniemożliwiło Bundu walkę na skutek kontuzji łuku brwiowego. Walka zakończyła się technicznym remisem w 3 rundzie, a tytuł pozostał wakujący.

## Dalsza kariera
24 sierpnia 2007 roku obronił pas IBF Mediterranean, pokonał przez TKO w 1 rundzie Vincenzo Finziego, dwukrotnie posyłając go na deski.
5 marca 2008 roku zdobył mistrzostwo Włoch, pokonując przez TKO w 1 rundzie Gianmario Grasselliniego, który odmówił walki sugerując kontuzję.
13 marca 2009 roku zdobył mistrzostwo unii europejskiej, pokonując jednogłośnie na punkty po 12 rundach Francuza Franka Haroche Horte.
27 czerwca 2009 roku w obronie pasa EBU-EU, jego rywalem był niepokonany Niemiec Frank Shabani. Włoch po raz pierwszy w karierze walczył na terenie przeciwnika, jednak zwyciężył jednogłośnie na punkty (116-113, 115-113, 116-112) udanie broniąc pasa.
19 marca 2010 roku zdobył pas WBA Inter-Continental w wadze półśredniej, jego rywalem był Argentyńczyk Carlos Adan Jerez. Bundu zwyciężył przez techniczną decyzję, po podliczeniu kart punktowych.

## Mistrzostwo Europy
25 czerwca 2011 roku zmierzył się z niepokonanym rodakiem Daniellem Petruccim o wakujące mistrzostwo EBU w wadze półśredniej. W 8 rundzie Bundu doznał kontuzji, która uniemożliwiła mu dalszą rywalizację. Walka zakończyła się remisem po podliczeniu kart punktowych, wynik był niekorzystny dla Bundu, który w ringu był zwyczajnie lepszy.
4 listopada 2011 doszło do rewanżu obu bokserów. Tym razem odbyło się bez kontrowersji, Bundu zwyciężył jednogłośnie na punkty po dwunastu rundach (117-111, 116-113, 117-113), zdobywając mistrzostwo Europy.
23 marca 2012 roku, w pierwszej obronie mistrzostwa zmierzył się z rodakiem Antonio Moscatiello. Bundu całkowicie dominował w ringu, koniec nastąpił w 5 rundzie, gdy Moscatiello dał się wyliczyć po lewym sierpowym na korpus.
14 lipca 2012 roku po raz drugi obronił pas, zwyciężając Stefano Castellucciego. Walka zakończyła się technicznym zwycięstwem Bundu, poprzez podliczenie kart sędziowskich.
1 grudnia 2012 roku błyskawicznie znokautował w pierwszej rundzie, byłego mistrza świata WBA w wadze półśredniej Ismaela El Massoudiego.
6 kwietnia 2013 r. w kolejnej obronie mistrzostwa zmierzył się z Polakiem Rafałem Jackiewiczem. Bundu od początku dominował w pojedynku, nokautując Jackiewicza w 11. rundzie ciosem na korpus.
13 grudnia 2014 na gali w MGM Grand w Las Vegas. Bundu przegrał jednogłośnie na punkty z tymczasowym mistrzem świata WBA wagi półśredniej Keithem Thurmanem (24-0, 21 KO). Wszyscy trzej sędziowie punktowali 120:107 dla Amerykanina.